# Universidad Peruana Los Andes
Universidad Peruana Los Andes, UPLA (ang. Los Andes Peruvian University, LAUP) – prywatny uniwersytet, utworzony w Huancayo (Region Junín w roku 1993 jako Universidad Privada „Los Andes”, który uzyskał pełną autonomię w 1996 roku. Kształci ok. 25 tys. studentów na kilkunastu kierunkach, np. zarządzanie, inżynieria przemysłowa i rolna, prawo i edukacja, nauki medyczne. Posiada filie w Limie, Satipo i La Merced.

## Historia
Universidad Peruana Los Andes (LAUP) powstał w Huancayo (Region Junín) jako pierwsza uczelnia prywatna w centrum Peru na 30 grudnia 1983 roku. Rozpoczęto kształcenie m.in. w dziedzinach: rachunkowości, zarządzania, inżynierii przemysłowej, inżynierii rolnej, prawa i edukacji, wychowania technicznego, inżynierii rolniczej. W 1987 roku uruchomiono nowy kurs inżynierii, a w następnych latach ofertę dydaktyczną stopniowo rozszerzano. Akredytację Zgromadzenia Narodowego Rektorów (ANR) uczelnia uzyskała 18 czerwca 1993 roku. Rocznica tej uchwały jest uczelnianym świętem. W 1996 roku w nazwę Universidad Privada „Los Andes” zmieniono na Universidad Peruana Los Andes.
W kolejnych latach stopniowo wzbogacano infrastrukturę uczelni, uruchomiono działalność filii w Satipo i La Merced (Junín) oraz systemy kształcenia na odległość. W 2011 roku obchodzono 28. rocznicę powstania Universidad Peruana Los Andes szczycąc się liczbą ponad 25 tys. studentów, 300 nauczycieli i 400 innych pracowników.

## Dydaktyczne jednostki organizacyjne

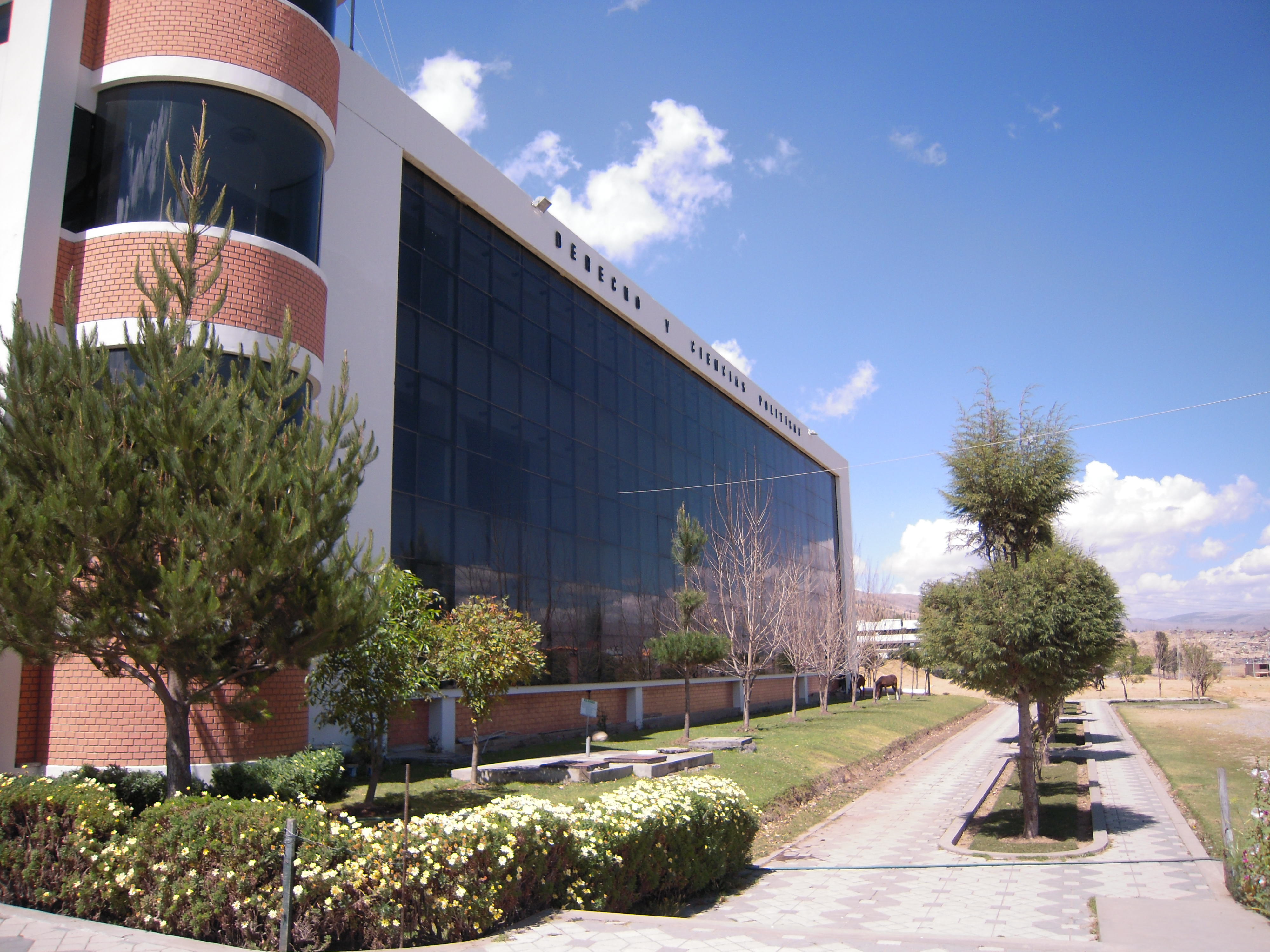
Budynek Wydziału Prawa

Kształceniem na różnych poziomach zajmują się specjalistyczne jednostki dydaktyczne (wydziały, szkoły, centra), np.
- Wydział inżynierii i systemów komputerowych (La Facultad de Ingeniería de la Universidad Peruana Los Andes, FIUPLA[6]
- Wydział zdrowia (La Facultad de Ciencias de la Salud)[7]
- Wydział administracji i rachunkowości (Ciencias amin contables)[8]
- Wydział edukacji (La Facultad de Educación y Ciencias Humanas)[9]
- Studium Podyplomowe (Escuela de Postgrado)[10]
- Filia UPLA – Lima[11]
- Filia UPLA – La Merced[12]